# Troels Mylenberg
Troels Mylenberg (født 24. april 1970) er en dansk journalist og forfatter og nyhedsvært på TV 2 Nyhederne siden 1 maj 2021.
Mylenberg har arbejdet som politisk reporter og redaktør på Weekendavisen, Dagen og Ekstra Bladet. Han blev i 2003 forstander for Vallekilde Højskole. I 2005 blev han leder af Center for Journalistik ved Syddansk Universitet, men vendte i 2008 til den politiske journalistik, da han blev ansat på Berlingske Tidendes Christiansborg-redaktion. Her stoppede han i september 2009, og blev kort efter partner i kommunikationsvirksomheden Kontrabande samt skribent for RÆSON. 1. marts 2010 tiltrådte han som politisk redaktør på Fyens Stiftstidende. En stilling som han havde indtil han blev chefredaktør på Fyns Amts Avis i 2011.